# Samuel Manetoali
Samuel Manetoali (ur. 24 stycznia 1969) – salomoński prawnik i polityk.
Kształcił się na University of Papua New Guinea, University of Tasmania i University of South Australia. Przed zaangażowaniem się w politykę prowadził praktykę prawniczą. 5 kwietnia 2006 dostał się do Parlamentu Narodowego z okręgu wyborczego Gao/Bugotu. W maju 2006 objął tekę sprawiedliwości w gabinecie Manasseha Sogavare. Kierował tym resortem do marca 2007. 21 grudnia 2007 został ministrem policji, bezpieczeństwa narodowego i więziennictwa w rządzie Dereka Sikuy. 5 maja 2009 przeszedł do ministerstwa gruntów i budownictwa mieszkaniowego. 4 sierpnia 2010 ponownie uzyskał mandat deputowanego. Zdobył 2479 głosów. 27 sierpnia 2010 został mianowany ministrem kultury i turystyki w rządzie Danny’ego Philipa.